# Сенека Стари
Луций (ев. Марк) Аней Сенека, наричан също Сенека Стари (Lucius (Marcus) Annaeus Seneca; Seneca der Ältere; Seneca der Rhetor; * 54 пр.н.е. в Кордоба; † 39 г.) e римски реторик и писател.
Сенека Стари е от gens Анеи, фамилия на конници от Кордоба в Hispania Baetica, Испания.
Той е женен за Хелвия от Кордуба и има три сина:
- Л. Аней Новат, осиновен e от Л. Юний Галион и се казва Луций Юний Галион Анеан
- Луций Аней Сенека, философ, наричан Сенека Млади
- Аней Мела, баща на поета Лукан.

Неговите главни произведения са:
- Controversiae (Контроверси), от 10 тома, съдържа 74 ползвани от адвокати юридически случай.
- Suasoriae (Съвети), показва в седем случай обяснения с аргументи и контра-аргументи.
- Няколко запазени фрагменти, сочещи към историята на Рим.